# Политические партии Таджикистана
С распадом СССР и обретением независимости политическая система Таджикистана стала меняться. Таджикская ССР преобразовалась в Республику Таджикистан, руководящая роль Коммунистической партии Таджикистана была отменена, во всех государственных органах была осуществлена департизация (отмена деятельности партийных ячеек).

## История появления партий
Конец 1980-х годов в период Перестройки ознаменован переходом к многопартийной системе в СССР, ранее единственной легальной и правящей партией являлась Коммунистическая партия Таджикской ССР, являющаяся отделением Коммунистической партии Советского Союза (КПСС) на территории Таджикской ССР.
В 1989 году в Душанбе было образовано народное движение «Растохез» (Возрождение»), летом 1990 года основана Демократическая партия Таджикистана.
В 1990 году Верховным советом Таджикской ССР было принято специальное решение, которое запрещало создание на территории Таджикской ССР политических партий религиозного характера, в решении особо указывалось, что регистрация партий религиозного характера противоречит Конституции Таджикской ССР и закону «О свободе совести». Однако 6 октября 1990 года на территории кишлака Чортут Ленинского района (ныне район Рудаки) была проведена учредительная конференция Партии исламского возрождения Таджикистана. 14 декабря 1990 года в соответствии с постановлением Верховного Совета республики «О пресечении деятельности партий и общественных объединений, запрещённых законодательством Таджикской ССР» инициаторы учредительной конференции ПИВТ были оштрафованы. Тем не менее, после августовского путча 1991 года в Москве и при последующих политических событий в Душанбе (август — октябрь 1991 года) при посредничестве депутатов Верховного Совета СССР Анатолия Собчака и Евгения Велихова было найдено компромиссное решение между Правительством Таджикистана и исламско-демократической оппозицией, руководство Таджикистана согласилось на признание Партии исламского возрождения Таджикистана, хотя на сессии Верховного Совета Таджикистана многие депутаты решительно протестовали против данного решения. 26 октября 1991 года состоялась учредительная конференция Партии исламского возрождения Таджикистана.
В период с 1990 по 1992 год возникают Демократическая партия Таджикистана (10 августа 1990 года), Партия исламского возрождения Таджикистана (26 октября 1991 года) Коммунистическая партия Таджикистана (КПТ — 4 сентября 1991 года объявила о своей самостоятельности), Партия свободного труда (24 августа 1992 года). В дальнейшем появляются Партия политического и экономического обновления Таджикистана (1993 год), Партия народного единства Таджикистана (1994 год), Гражданско-патриотическая партия «Союз» (1994 года), Народная (ныне Народно-демократическая партия Таджикистана (1994 года).
6 ноября 1994 года был проведён конституционный референдум, по итогам которого была принята Конституции Республики Таджикистан, в этот же день были проведены общенародные выборов Президента Таджикистана. В дальнейшем на основе многопартийной системы были проведены выборы в Маджлиси Оли (Высшее собрание) Республики Таджикистан.
В 1996 году появляются партии «Адолатхо» (Справедливость) и Социалистическая партия Таджикистана, в 1997 году — Партия справедливости и развития.
27 июня 1998 года было подписано «Общее соглашение об установлении мира и национального согласия в Таджикистане» между Правительством Таджикистана и Объединённой таджикской оппозицией, на основании этого соглашения было разрешено формирование ранее запрещённых (в 1993 году) политических партий, входивших в «оппозиционный блок»: Демократическая партия Таджикистана и Партия исламского возрождения Таджикистана, гражданские движения «Растохез» и «Лаъли Бадахшон». Были приняты новые законы «Об общественных объединениях» (23 мая 1998 года) и «О политических партиях» (13 ноября 1998 года), которые регулируют отношения между партиями, определяют место, статус, права, полномочия, обязанности партий и движений, способствуют совершенствованию и развитию многопартийной системы в Таджикистане.
23 мая 1998 года на очередной сессии Маджлиси Оли Республики Таджикистан были вынесены на обсуждение два законопроекта: «Об общественных объединениях» и «О политических партиях». Депутаты проголосовали за вариант, в котором говорилось о том, что политические партии в Таджикистане не могут действовать на религиозной основе. Своё негативное отношение к принятому закону высказало руководство Объединённой таджикской оппозиции и стало ходатайствовать о внесении изменений в закон «О политических партиях». Президент Таджикистана Эмомали Рахмон подписал только один закон — «Об общественных объединениях», и этот закон в соответствии с Постановлением Маджлиси Оли от 23 мая 1998 года после его официального публикования 25 июня 1998 г. в газете «Садои мардум» вступил в действие и приобрёл официальную юридическую силу.
Второй же закон «О политических партиях» президентом Республики Таджикистан Эмомали Рахмоном не был подписан ввиду возникших разногласий по 3 и 4 статьям закона. Во имя мира и национального согласия Эмомали Рахмон наложил вето на закон «О политических партиях», принятый Маджлиси Оли, предусматривающий запрет на создание партий на религиозной основе, и вернул его на доработку. В целях устранения разногласий по статьям третьего и четвёртого проекта закона Республики Таджикистан «О политических партиях», Эмомали Рахмон 2 июня 1998 года подписал указ об образовании Согласительной комиссии. Комиссия представила президенту новый вариант закона «О политических партиях», и он вынес его на повторное рассмотрение в Маджлиси Оли Республики Таджикистан. Маджлиси Оли, учитывая замечания Президента по статьям 3, 4, своим постановлением от 13 ноября 1998 года принял закон «О политических партиях».
В декабре 1998 года министерство юстиции Республики Таджикистан зарегистрировало Аграрную партию Таджикистана, которая была запрещена из-за своего лидера неугодного правительству.
В феврале 1999 года была зарегистрирована Социал-демократическая партия Таджикистана, но спустя несколько месяцев решением Верховного суда её деятельность была приостановлена. Партия была заново зарегистрирована министерством юстиции только через 3 года.
В конце 2005 года, за год до президентских выборов, были созданы Аграрная партия и Партия экономических реформ.
29 сентября 2015 года Верховный суд РТ запретил деятельность Партии исламского возрождения (ПИВТ) на территории Таджикистана. До запрета ПИВТ была единственной легально действующей политической партией исламского толка на постсоветском пространстве. 
В Министерстве юстиции РТ зарегистрированы более 270 общественных организаций и объединений. Все они имеют равные права и обязанности перед государством. Конституция гарантирует их жизнедеятельность. Самым крупным и распространённым является республиканское движение «Национальное единство и возрождение Таджикистана» (образована в 1996 году).

## Политические партии
- Коммунистическая партия Таджикистана. Фактически партия власти в 90-х годах, сейчас утратила влияние.
- Народно-демократическая партия Таджикистана. Партия власти с начала 2000-х годов и по сей день.
- Партия исламского возрождения Таджикистана. Оппозиционная исламистская партия, сейчас запрещена властями.
- Демократическая партия Таджикистана. Оппозиционная партия.
- Социал-демократическая партия Таджикистана. Оппозиционная партия.
- Социалистическая партия Таджикистана. Центристская партия (фактически лояльная власти).
- Партия экономических реформ Таджикистана. Центристская партия (фактически лояльная власти).
- Аграрная партия Таджикистана. Центристская партия (фактически лояльная власти).

## Политические партии прошлого
- Гражданско-патриотическая партия «Союз» (1994—1999)
- Лали Бадахшан (1991—1999)
- Объединённая таджикская оппозиция (1993—1997)
- Растохез (1989—1997)
- Народный фронт Таджикистана (1992—1997)
- Адолатхох (1995—2005)

## Политические движения
- Группа 24
- Молодёжь Таджикистана за возрождение Таджикистана